# José Vitini
José Vitini Flórez (Gijón 1913 - Madrid, 28 d'abril de 1945) fou un militant del Partit Comunista d'Espanya; cap militar de les Forces Franceses de l'Interior (FFI) i maquis.
Militant comunista des de molt jove, va combatre per la República durant la Guerra Civil Espanyola, veient-se obligat a exiliar-se a França el febrer de 1939.
Després de l'ocupació nazi de França, es va enquadrar en les agrupacions guerrilleres espanyoles que foren l'embrió del maquis o guerrilla antinazi al Migdia-Pirineus  francès. Després de diversos anys de lluita aferrissada i arriscada lluita aconseguiria el grau de tinent coronel en les FFI. I al comandament de la seva 168 Divisió, va dirigir bona part de les operacions guerrilleres que alliberarien de nazis la regió del Tarn i les ciutats d'Albi, Rodés, i Lorda. També va prendre part en l'alliberament de París l'agost de 1944.
Al desembre d'aquest mateix any, després de la fracassada invasió de la Vall d'Aran, va entrar clandestinament a Espanya per fer-se càrrec, per ordre del PCE, de l'organització a Madrid dels Caçadors de la Ciutat, força especialitzada en la guerrilla urbana i amb la missió de desestabilitzar el règim franquista.
Després de diversos atemptats amb explosius contra seus oficials i de FE de las JONS, Vitini, el seu lloctinent Juan Casín Alonso i la resta dels seus homes van ser detinguts per la policia militar, entre març i abril de 1945, sent immediatament jutjats un Consell de Guerra sumaríssim i afusellats al camp de tir de Carabanchel. Fou enviat des de França com a successor seu Cristino García Granda, que va patir la mateixa sort un any més tard.
El seu germà Luis, comandant en les FFI i guerriller a Espanya, va ser afusellat al Castell del Camp de la Bota de Barcelona el 14 de setembre de 1944.